# 中国航空81号班机空难
中国航空81号班机空难是1946年9月20日发生在中国西康省西昌县附近的一起飞机撞山事故。该机于当日下午从西昌起飞后与地面失联，后经确认撞山坠毁。机上共有28名乘客和3名机组人员，全部遇难，遗体和个人物品被当地居民掠夺。由于事故地处傈僳族聚居区，外来者进入困难，故中航采用悬赏求助。然而当地民众为冒领而蓄意误导与阻挠，至10月12日才确认飞机失事的事实。

## 航班详情
1946年9月20日下午1时45分，中国航空81号康渝班机，由C-47型运输机执飞，自西昌飞返昆明。起飞后不久，于下午2时7分与电台失去联络。机上载有28乘客，其中有中央社记者汪庆农。3名机组成员分别为机长安德鲁·W·隆博瑟姆（英語：Andrew W. Longbotham）、副驾驶段保泰、报务员梁春霖，以及空乘服务员黄利。

## 搜救过程
9月20日，飞机失踪后，中航随即派出两架飞机在西昌境内进行来回搜索，西昌警备司令贺国光亦派人搜寻。24日称发现在天保山下找到失事飞机，但后证明为误传。参与搜救的103号机则因为连日阴雨天气，在降落时陷入泥淖中。
由于事故地点位于傈僳族聚居区，汉人进入困难，中航采取散发传单和悬赏的方式寻求当地民众的帮助。26日，接民众报告称在西昌东南180里的普格少数民族地区找到了飞机，称飞机迫降于此，人员无伤，惟食物短缺。中航遂派员前往，但因两地间无公路、电报、电话交通，无法抵达。经贺国光司令调查后，证实这一消息为当地居民为了悬赏而做出的虚假报告，且傈僳族群众还出面阻挠汉人进入该区域，组织袭击了搜索的第103号机，并与地面搜寻人员发生战斗。
飞行员罗伯特·W·波特施密特（英語：Robert W. Pottschmidt）驾驶飞机在西昌周围搜寻，最终发现该班机坠毁于西昌30公里外的螺髻山。10月12日，中航收到贺国光司令消息，确认第81号班机撞山坠毁，机上所有人员遇难。飞机下坠时油门紧闭，未起火，乘客多被震死。所有乘客的衣服、饰品和行李被当地居民剥夺，其中包括价值约4000美元的白银。